# Emanuele Pasabi
Emanuele Pasabi (XVIII secolo – XVIII secolo) è stato un pittore italiano.
Attivo nel Regno di Napoli, è stato un artista della scuola napoletana.

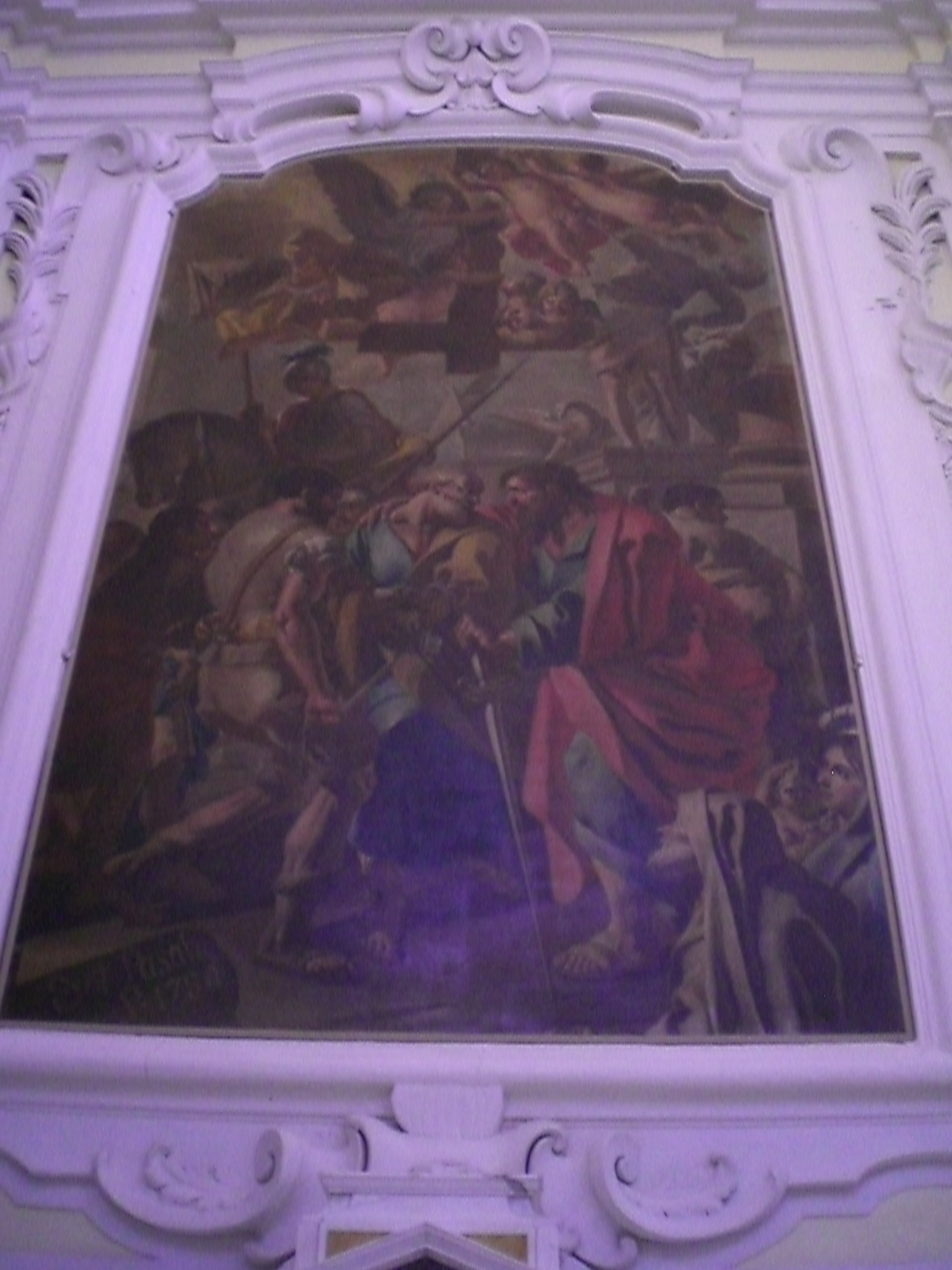
Martirio di San Pietro e San Paolo (1784), Basilica concattedrale di Santa Maria della Pace, Campagna

.

## Opere
- Sant'Anna, tela - Chiesa della SS. Trinità, Eboli[1]
- San Francesco di Sales, tela - Chiesa della SS. Trinità, Eboli
- Sant'Anna, tela - Chiesa della SS. Trinità, Eboli
- Maria SS. e la strage degli Innocenti, tela - Chiesa della SS. Trinità, Eboli
- Immacolata Concezione, tela - Chiesa della SS. Trinità, Eboli
- Martirio di San Pietro e San Paolo, (1784), tela -  Basilica concattedrale di Santa Maria della Pace, Campagna;